# No Time to Die
No Time to Die és la vint-i-cinquena pel·lícula de James Bond, produïda per EON Productions i protagonitzada per Daniel Craig, en la seva cinquena i última actuació en el paper de James Bond. Cary Fukunaga va dirigir la gravació després de la renúncia del director Danny Boyle argumentant "diferències creatives". La pel·lícula està escrita per Neal Purvis, Robert Wade, Fukunaga i Phoebe Waller-Bridge.
El desenvolupament de la pel·lícula va començar el 2016. Serà la primera pel·lícula de la saga que serà distribuïda arreu del món per Universal Pictures, que va adquirir els drets després de l'expiració del contracte de Sony Pictures amb l'última pel·lícula de la saga, Spectre el 2015.
No Time to Die tenia com a data d'estrena l'abril de 2020, però a causa de la pandèmia del COVID-19 es va posposar al 12 de novembre al Regne Unit i el 25 de novembre als Estats Units. Als cinemes catalans també es va posposar al 12 de novembre però es va tornar a posposar al 2 d'abril de 2021.

## Argument
James Bond viu a Jamaica retirat del servei actiu. La seva plàcida vida es veu pertorbada quan apareix el seu vell amic Felix Leiter de la CIA i li demana ajuda per buscar a Valdo Obruchev, un científic desaparegut. Bond s'embarcarà en una missió per rescatar el científic segrestat, cosa que el conduirà darrere del rastre d'un misteriós criminal armat amb una nova tecnologia molt perillosa.

## Guió
El guió del llargmetratge anirà a càrrec de Neal Purvis i Robert Wade, que des de l'any 1999 han escrit els guions de les pel·lícules de James Bond.

## Repartiment
- Daniel Craig com a James Bond.[9] També conegut com a agent 007, que porta retirat 5 anys a l'inici de la pel·lícula.[10][11] El director Cary Jojy Fukunaga compara a Bond amb un "animal ferit" i descriu el seu estat mental com a "lluitant per lidiar amb el seu paper com a agent '00' de l'MI6".[12]
- Rami Malek com a Safin, l'antagonista principal. La productora Barbara Broccoli descriu el personatge com a "l'únic capaç de posar-se sota la pell d'en Bond".[13] Malek descriu el seu personatge com a "algú que es considera com un heroi de la mateixa manera que James Bond és un heroi".[14]
- Ralph Fiennes com a M, el cap de l'MI6 i el superior de Bond.[15]
- Naomie Harris com a Eve Moneypenny, l'assistent de M.[15]
- Rory Kinnear com a Bill Tanner,[16] el cap de personal de l'MI6.
- Léa Seydoux com la Dr. Madeleine Swann,[15] una psiquiatra que l'ajuda en la pel·lícula Spectre i que és la parella de Bond. Fukunaga ha desvelat la importància del personatge de Swann, ja que li va permetre així explorar els sentiments i problemes encara no resolts de la mort de Vesper Lynd a Casino Royale.[17]
- Ben Whishaw com a Q, l'oficial d'intendència de MI6 que proporciona equipament a Bond per a poder fer el treball de camp.[15]
- Christoph Waltz com a Ernst Stravo Blofeld, arxienemic de Bond que està al cap de l'organització criminal Spectre i que està sota la custòdia de l'MI6.[18]
- Jeffrey Wright com a Felix Leiter,[16] amic de Bond i membre de la CIA.
- Ana de Armas com a Paloma, agent de la CIA que ajuda a Bond.[19] De Armas descriu el seu personatge com a "irresponsable" que té un paper clau en la missió de l'agent secret.[20]
- Lashana Lynch com a Nomi, l'actual agent 007.[21]
- David Dencik com a Valdo Obruchev, un científic desaparegut el qual Bond busca.[22]
- Dali Benssalah com a Primo, un soldat i adversari de l'agent 007.[23]
- Billy Magnussen com a Logan Ash.[23]

## Producció

### Desenvolupament
No time to Die es va començar a desenvolupar a principis del 2016. El març de 2017, els guionistes Neal Purvis i Robert Wade -el qual ha treballat a cada pel·lícula de la sèrie Bond des de Amb el món no n'hi ha prou (1999)- van ser escollits per a escriure el guió. Sam Mendes va anunciar que no tornaria després de dirigir Skyfall i Spectre. També es contemplava a Christopher Nolan, el qual obertament va dir que no està interessat.
El febrer de 2018, el director Danny Boyle restava com a primera elecció per a dirigir la pel·lícula. Boyle va presentar la seva idea als productors, i aquests van fer que el guionista John Hodge escriguis un esborrany reflectint aquesta idea. Finalment aquest esborrany va rebre l'aprovació dels productors i Danny Boyle va ser confirmat com a director, començant la producció de la pel·lícula el desembre de 2018. L'agost de 2018 Boyle i Hodge deixaven la producció a causa de diferències creatives. Durant el temps de Boyle com a director, una fulla de càsting filtrada descrivia el personatge antagonista masculí principal com "un rus carismàtic i fred" i el paper principal femení com "una enginyosa i hàbil supervivent". També es va filtrar un altre rol masculí secundari de descendència Maori amb "habilitats de combat avançades". En el seu moment es va dir que la sortida de Boyle del projecte va ser per culpa de la decisió d'escollir Tomasz Kot per al paper principal de dolent, però Boyle va confirmar més tard que va ser per una disputa sobre el guió.

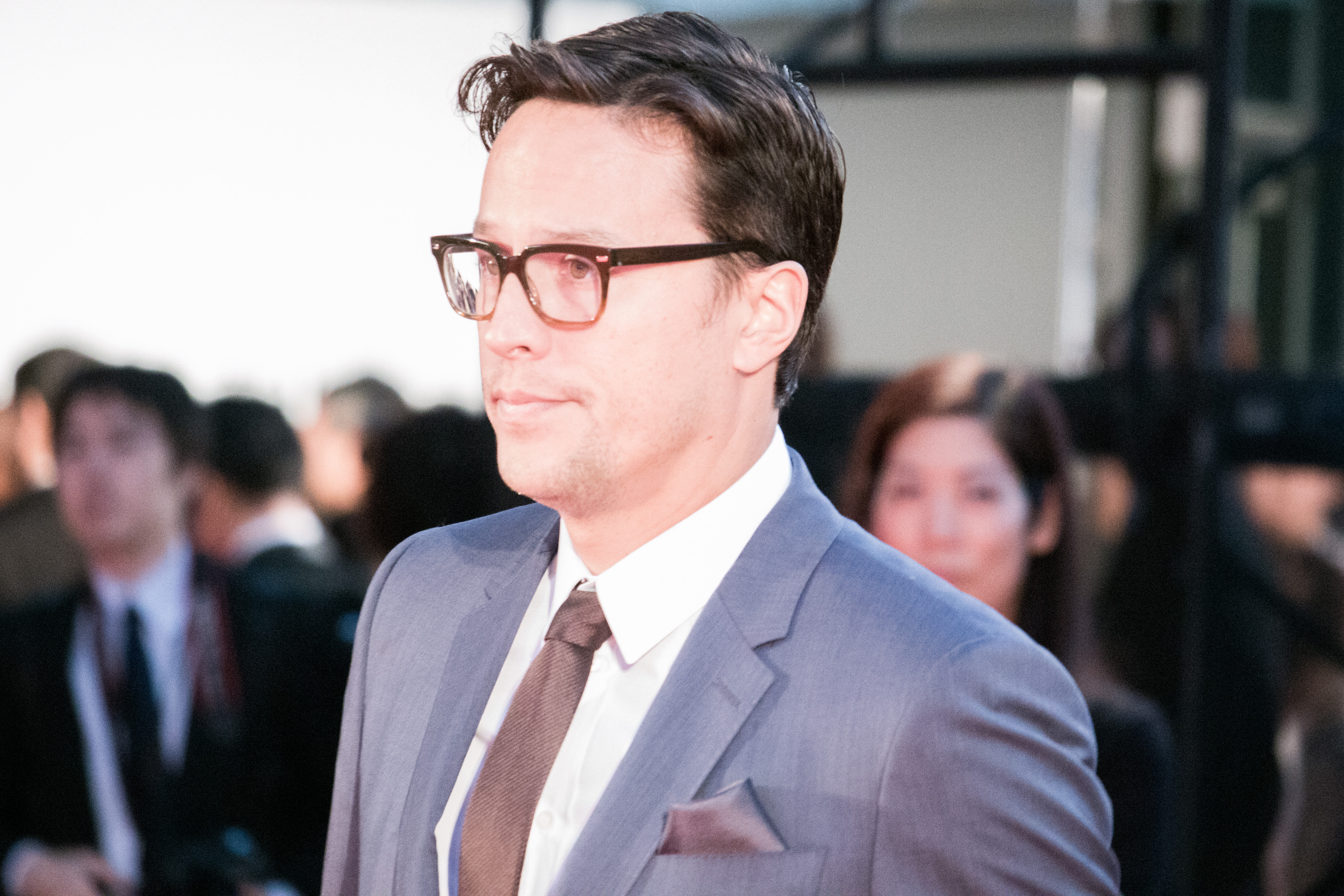
Cary Joji Fukunaga, el director de No Time to Die.

La sortida de Boyle del projecte va provocar que la data de llançament de la pel·lícula quedés pendent mentre l'estudi decidia qui escollia com a director en els següents seixanta dies. Cary Joji Fukunaga va ser anunciat com a nou director el setembre de 2018. Fukunaga esdevenir el primer director americà en la història de la sèrie en dirigir una pel·lícula Bond d'Eon Productions i el primer director a rebre crèdit per escriure el guió. Fukunaga ja havia estat considerat prèviament per a Spectre, abans que Mendes fos escollit una altra vegada després de Skyfall. Fukunaga va expressar a Broccoli i Wilson el seu interès per dirigir en el futur una altra pel·lícula Bond. Linus Sandgren va ser contractat com a director de fotografia el desembre de 2018.
Purvis i Wade van tornar al projecte i van començar a treballar en un nou guió amb Fukunaga el setembre de 2018. Fukunaga ha descrit la pel·lícula com una exploració del món de l'espionatge, "en una era de guerra asimètrica". A petició de l'actor principal i protagonista, Daniel Craig, la guionista i creadora de Flaebag i Killing Eve Phoebe Waller-Bridge va polir el guió l'abril de 2019. Waller-Bridge va ser contractada per a revisar els diàlegs, treballar en el desenvolupament de personatges, i afegir humor al guió. Waller-Bridge és la segona guionista dona en rebre crèdit pel guió en una pel·lícula Bond, després de Johanna Harwood (coguionista de Dr.No i Des de Rússia amb amor). A Barbara Broccoli li van preguntar sobre el moviment Me Too durant la festa de llançament de Bond 25, on va dir que l'actitud de Bond cap a les dones canviaria amb el temps i que les pel·lícules ho havien de reflectir. En una entrevista separada, Waller-Bridge va argumentar que Bond encara és rellevant i que "necessita ser fidel al seu personatge"; en canvi va fer entendre que són les pel·lícules les que han de créixer i evolucionar, emfatitzant que "l'important és que les pel·lícules tractin les dones adequadament".
Safin, l'antagonista de la pel·lícula, estava originàriament pensat perquè tingués un sequaç i els dos personatges havien d'utilitzar màscares basades en l'armadura de caça d'ossos siberians. El personatge del sequaç va ser eliminat abans del començament de la gravació i Fukunaga va demanar canviar el disseny de Safin. Es va dissenyar una nova màscara basada en Noh, un estil de teatre japonès, ja que Fukunaga considerava que la mascara anterior eclipsava en el personatge.
La pel·lícula va entrar en fase de producció sota el títol de Bond 25. El títol oficial en anglès va ser anunciat el 20 d'agost de 2019 com No Time to Die. Finalment, el títol de la pel·lícula a Espanya serà Sin Tiempo para Morir.

### Càsting

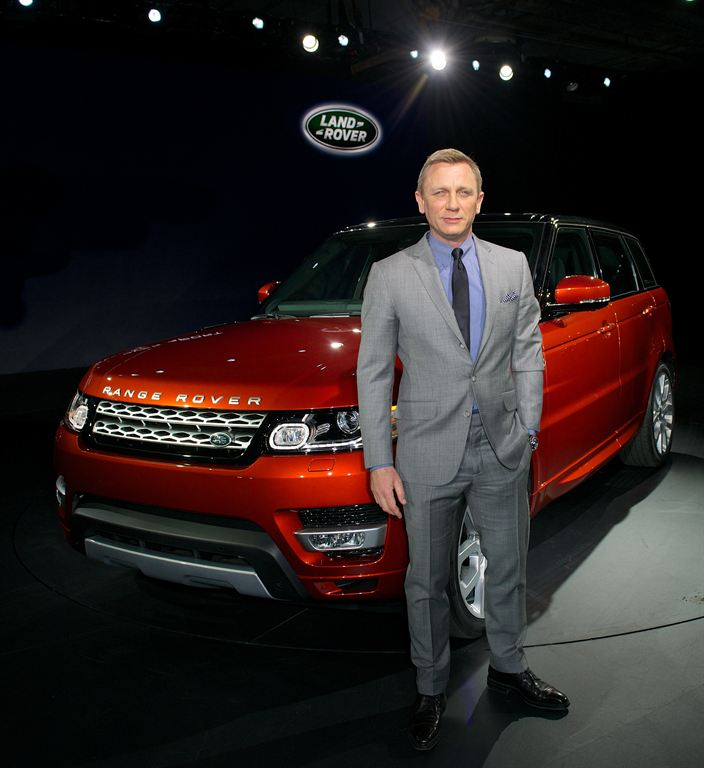
Daniel Craig interpreta James Bond, el protagonista de la pel·lícula.

Després de Spectre, hi havia un rumor que podria ser l'última pel·lícula Bond de Daniel Craig. Immediatament després de l'estrena, l'actor es va queixar sobre la duresa que comporta interpretar a l'agent "007", dient que preferiria "tallar-se les venes" abans que tornar a interpretar a Bond. El maig de 2016, es va filtrar que Daniel Craig va rebre una oferta de 100 milions de dòlars de Metro-Goldwyn-Mayer Pictures per fer dues pel·lícules més, però la va rebutjar, suggerint que Spectre podria haver sigut la seva última pel·lícula. L'octubre de 2016, Craig va negar haver fet encara alguna decisió, però va lloar el seu temps en el rol, descrivint-lo com a "la millor feina del món és fer de Bond". Més tard va negar que hi hagués una oferta de 150 milions de dòlars per fer les següents dues pel·lícules. L'agost de 2017, Craig va confirmar que la pròxima entrega de la saga seria la seva última com a Bond en el programa The Late Show with Stephen Colbert. L'actor va reiterar la seva posició el novembre de 2019 i un altre cop el març de 2020, juntament amb informacions sobre que Craig estava considerant reprendre el rol una última vegada. Més tard va fer saber que el sacrifici físic que comporta interpreta Bond el va portar a decidir que no reprendria més el rol, ja que va tenir lesions constants durant la gravació de Quantum of Solace, Skyfall i Spectre. Amb la sortida de Craig, Broccoli va dir que No Time to Die uniria diversos problemes narratius del personatge explorats en pel·lícules anteriors per "arribar a una emocionant i satisfactòria conclusió".
Es va informar que Christoph Waltz havia signat per tornar com a Ernst Stavro Blofeld per pròximes pel·lícules amb la condició que Craig tornés. Encara que al final Craig tornés al paper de Bond, Waltz va anunciar l'octubre de 2017 que no tornaria com a Blofeld.
El desembre de 2018, Fukunaga va revelar en una entrevista que Ben Whishaw, Naomie Harris i Ralph Fiennes reprendrien els seus rols a la pel·lícula, amb Fukunaga sense donar informació sobre la possible tornada de Blofeld per part de Waltz. Fukunaga també va anunciar que Léa Seydoux tornaria a interpretar a Madeleine Swann, convertint-se en la primera "dona Bond" en aparèixer en dues pel·lícules successivament. Rory Kinnear torna com a Bill Tanner, igual que Jeffrey Wright com a Felix Leiter. Wright farà la seva tercera aparició en la saga després de Casino Royale i Quantum of Solace convertint-se en el primer actor a interpretar Felix Leiter tres vegades.
Ana de Armas, Dali Benssalah, David Dencik, Lashana Lynch, Billy Magnussen i Rami Malek van ser anunciats com a membres del repartiment en un streaming en directe a la finca Goldeneye de Ian Fleming a Jamaica. L'esdeveniment va ser el 25 d'abril de 2019 i va marcar el començament oficial de la fase de producció. Malek va ser anunciat com a Safin, l'antagonista de la pel·lícula. Malek va revelar en una entrevista que el personatge de Safin no estaria connectat a cap religió o ideologia.
El retorn de Waltz com a Blofeld no va ser anunciat en un acte de premsa però va ser oficialment revelat en el tràiler de la pel·lícula el desembre de 2019.

### Filmació

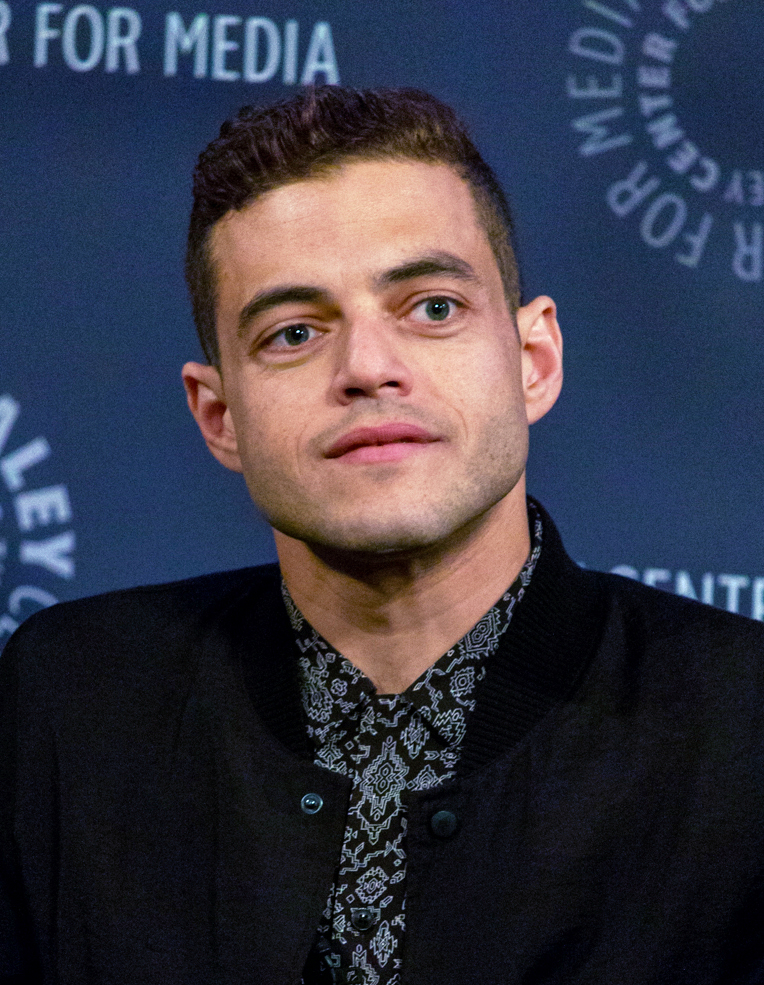
Rami Malek, l'actor que interpreta Safin, l'antagonista de la pel·lícula.

La producció estava programada per començar el 3 de desembre de 2018 a Pinewood Studios, però la filmació va ser endarrerida fins a l'abril de 2019 a causa de la sortida de Boyle com a director. La pel·lícula és la primera en tota la saga en tenir seqüències gravades amb càmeres IMAX de 65mm. Fukunaga i Sandgren van insistir a utilitzar càmeres analògiques per sobre de les digitals per millorar l'aspecte de la pel·lícula.
Les localitzacions de gravació inclouen Itàlia, Jamaica, Noruega i Londres, juntament amb Pinewood Studios. Més tard el setembre de 2019 es van gravar unes escenes a les Illes Faroe. La producció va començar a Nittedal, Noruega, amb la segona unitat gravant escenes en un llac gelat. Daniel Craig va patir una lesió de turmell durant la gravació a Jamaica el maig que el va fer passar per una petita operació. La producció va tornar a ser interrompuda quan una explosió controlada va danyar l'estudi 007 de Pinewood Studios i va deixar a un membre del cos tècnic amb petites lesions. La producció es va tornar a posar en marxa el juny de 2019 a Noruega per gravar una seqüència de conducció a l'Atlantic Ocean Road en un Aston Martin V8 Vintage. Aston Martin també va confirmar que els models DB5, DBS Superleggera i Valhalla apareixerien a la pel·lícula.
La producció va tornar al Regne Unit a finals de juny. Escenes amb Craig, Fiennes, Harris i Kinnear van ser rodades al voltant de Londres, incloent-hi Whitehall i Hammersmith. La filmació va tenir lloc el juliol en el poble d'Aviemore i als voltants del Cairngorms National Park. Algunes escenes també es van rodar a l'Ardverikie House Estate i a la riba del llac Laggan, als afores del parc.
La segona unitat es va moure al sud d'Itàlia a finals d'agost, on van gravar una seqüència de persecució involucrant un Aston Martin DB5 pels carrers de Matera. Carig i Seydoux van arribar a principis de setembre per gravar escenes dins de diferents sets de gravació, juntament amb seqüències per Maratea i Gravina in Puglia. També es van rodar escenes a la ciutat de Sapri, al sud d'Itàlia durant el setembre. Les localitzacions inclouen el canal de la ciutat i l'estació de tren. La ciutat serà referida com a "Civita Lucana" dins de la pel·lícula.
La gravació principal va concloure el 25 d'octubre de 2019 a Pinewood Studios amb la gravació d'una seqüència de persecució ambientada a l'Havana, Cuba. L'equip va intentar rodar aquesta seqüència a l'abril, però es van veure obligats a ajornar-ho a causa de la lesió de turmell de Daniel Craig. Fukunaga va confirmar la gravació de diferents pick-up a Pinewood el 20 de desembre de 2019.

### Música
El juliol de 2019, Dan Romer era anunciat com a compositor de la pel·lícula, havent treballat prèviament amb Fukunaga a Beasts of No Nation i Maniac. Romer va deixar el projecte a causa de diferències creatives el novembre de 2019. Hans Zimmer substitueix a Romer el gener de 2020. És el primer cop en la saga Bond que un compositor és substituït en la fase de postproducció, i el segon major canvi de personal per a la pel·lícula després de la sortida de Boyle del projecte.
El gener de 2020, Billie Eilish va ser anunciada com a l'artista que interpretarà el tema principal de la pel·lícula, juntament amb el seu germà Finneas O'Connell com a co-creador i productor del tema. La cançó, que té el mateix títol que la pel·lícula, va ser publicada el 13 de febrer de 2020. A l'edat de divuit anys, Eilish és l'artista més jova en gravar el tema principal d'una pel·lícula Bond.

## Publicació

### Drets de distribució
El contracte de Sony Pictures per co-produir les pel·lícules Bond amb Metro-Goldwyn-Mayer Pictures i Eon Productions va expirar amb la publicació de Spectre. L'abril de 2017, Sony Pictures, Warner Bros. Pictures, 20th Century Fox, Universal Pictures i Annapurna Pictures entraven en una competició per guanyar els drets de distribució. MGM es va assegurar Amèrica del Nord, drets digitals i de televisió universals de la pel·lícula, mentre que Universal Pictures va esdevenir en el distribuïdor internacional i també va adquirir els drets de distribució física de la pel·lícula.

### Data d'estrena
L'estrena de No Time to Die estava originalment programada pel novembre de 2019, però es va canviar al febrer de 2020, i després a l'abril de 2020 a causa de la sortida de Boyle del projecte. La prémier a la Xina i el tour internacional publicitari de la pel·lícula estaven planejats per l'abril de 2020, però han sigut cancel·lats per culpa de la pandèmia mundial coronavirus.
El 4 de març de 2020, MGM i Eon Pictures van anunciar que després d'una avaluació del mercat global cinematogràfic decidien posposar l'estrena de No Time to Die pel 12 de novembre de 2020 al Regne Unit i el 25 de novembre de 2020 als Estats Units d'Amèrica. A Espanya, la data d'estrena està programada pel 12 de novembre de 2020, coincidint amb la del Regne Unit.